# Повстанські пісні
Повста́нські пісні або пісні з лісу — пісні Української повстанської армії. У широкому розумінні до повстанських пісень зараховують усі пісні, присвячені українській національно-визвольній боротьбі І половини XX століття, а також усі пісні, які співали в Українській повстанській армії, у тому числі стрілецькі та козацькі.

## Список пісень
Повністю записано і збережено близько 600 пісень, не враховуючи різні їхні варіації. Повстанські пісні можна поділити за тематикою: гімни й марші, історичні, романтичні, жартівливі, повстанські колядки та інші.
Серед найвідоміших:
- Марш українських націоналістів
- Батько наш — Бандера, Україна — мати!
- Доволі нам руїни і незгоди
- Ми зродились із крови народу
- Ми йдем вперед
- Сміло друзі
- За власну могутню державу
- Йшли селом партизани
- Лента за лентою
- Гей гу, гей га
- Чорні хлопці
- Я — Крук
- Комарик
- Там, під Львівським замком
- Повіяв вітер степовий
- Буде нам з тобою що згадати
- Хай живе, вільна Україна

## Повстанські пісні англійською мовою
- Зродились ми великої години: WE WERE BORN AT THE CRUCIAL HOUR recorded by Vol Deineko
- Ой у лузі червона калинаRED KALYNA BLUES recorded by Vol Deineko
- Буде нам з тобою що згадати LOVE AND COURAGE recorded by Vol Deineko
- Там під Львівським замком THE GOLDEN TRIDENT, or BY THE LVIV HIGH CASTLE recorded by Vol Deineko